# Маунт-Вернон (Алабама)
Маунт-Вернон (англ. Mount Vernon) — місто (англ. town) в США, в окрузі Мобіл штату Алабама. Населення — 1354 особи (2020).

## Географія
Маунт-Вернон розташований за координатами 31°5′17″ пн. ш. 88°0′48″ зх. д. / 31.08806° пн. ш. 88.01333° зх. д. (31.087940, -88.013450).  За даними Бюро перепису населення США в 2010 році місто мало площу 13,81 км², з яких 13,52 км² — суходіл та 0,29 км² — водойми.

## Демографія
Згідно з переписом 2010 року, у місті мешкали 1574 особи в 556 домогосподарствах у складі 399 родин. Густота населення становила 114 особи/км².  Було 667 помешкань (48/км²).
Расовий склад населення:
| - 73,6 % — чорних або афроамериканців - 23,4 % — білих - 1,7 % — корінних американців - 0,1 % — азіатів |

До двох чи більше рас належало 1,1 %. Частка іспаномовних становила 0,7 % від усіх жителів.
За віковим діапазоном населення розподілялося таким чином: 23,9 % — особи молодші 18 років, 61,2 % — особи у віці 18—64 років, 14,9 % — особи у віці 65 років та старші. Медіана віку мешканця становила 42,3 року. На 100 осіб жіночої статі у місті припадало 97,7 чоловіків;  на 100 жінок у віці від 18 років та старших — 95,4 чоловіків також старших 18 років.
Середній дохід на одне домашнє господарство  становив 45 563 долари США (медіана — 40 750), а середній дохід на одну сім'ю — 55 126 доларів (медіана — 50 000). За межею бідності перебувало 31,3 % осіб, у тому числі 46,3 % дітей у віці до 18 років та 11,1 % осіб у віці 65 років та старших.
Цивільне працевлаштоване населення становило 442 особи. Основні галузі зайнятості: освіта, охорона здоров'я та соціальна допомога — 26,2 %, виробництво — 16,7 %, роздрібна торгівля — 12,9 %, транспорт — 12,2 %.